# 东川公路
东川公路是中华人民共和国上海市浦东新区的一条省级公路，被编为 221省道的一部分，该道路北起浦东新区高东镇申东路，南至浦东新区合庆镇华夏东路与川南奉公路相连，全长约14千米。

## 主要交会道路（北向南）
- 申东路接街坊六路
- 港绣路
- 顾高公路
- 东靖路
- 上川路
- 海鹏路
- 金海路
- 锦绣东路
- 龙东大道（龙东高架路）
- 高科东路
- 华夏东路（华夏高架路）接川南奉公路